# Агнес Моника
Агнес Моника Мулјото (енгл. Agnes Monica Muljoto; 1. јул 1986, Џакарта, Индонезија) је индонезијска певачица и уметница. Она је почела своју каријеру у шестој години живота као дете певачица. Агнес је објавила три албума за децу, чиме је стекла популарност. Поред певања, она је такође радила као водитељ неколико дечјих телевизијских емисија. Као тинејџер, Агнес је почела да упознаје са светом глуме. Њено појављивање у сапуници Pernikahan Dini (2001) је катапултирало њену каријеру. Агнес је брзо постала највише плаћена тинејџерска глумица у Индонезији.
Њен други албум Агнез Мо издат је 2013. године.